# 扎西江村
扎西江村（1989年7月—），西藏米林人，珞巴族，中国共产党党员。中华人民共和国政治人物、西藏隆子县斗玉珞巴民族乡乡长、第十三届全国人民代表大会、第十四届全国人民代表大会西藏地区代表。

## 生平
2018年2月24日，当选为第十三届全国人大代表。